# Elophila minimalis
Elophila minimalis là một loài bướm đêm trong họ Crambidae.